# 2015-ös Australian Open
A 2015-ös Australian Open az év első Grand Slam-tornája, amelyet 2015. január 19. és február 1. között 103. alkalommal rendeztek meg a Melbourne-ben található Melbourne Parkban. A tornát férfi és női egyes, páros és vegyes páros; junior fiú és lány egyes és páros; szenior férfi és női egyes és páros, valamint kerekesszékes férfi és női egyes és páros kategóriákban rendezték. Emellett meghívásos alapon a teniszlegendák számára is rendeztek férfi és női páros mérkőzéseket. A torna szponzora a korábbi évekhez hasonlóan a Kia Motors.

## Világranglistapontok
| Eredmény           | Férfi egyes | Férfi páros | Női egyes | Női páros |
| ------------------ | ----------- | ----------- | --------- | --------- |
| Győzelem           | 2000        | 2000        | 2000      | 2000      |
| Döntő              | 1200        | 1200        | 1300      | 1300      |
| Elődöntő           | 720         | 720         | 780       | 780       |
| Negyeddöntő        | 360         | 360         | 430       | 430       |
| 16 között          | 180         | 180         | 240       | 240       |
| 32 között          | 90          | 90          | 130       | 130       |
| 64 között          | 45          | 0           | 70        | 10        |
| 128 között         | 10          | –           | 10        | –         |
| Főtáblára jutás    | 25          | 25          | 40        | –         |
| Selejtező (3. kör) | 16          | –           | 30        | –         |
| Selejtező (2. kör) | 8           | –           | 20        | –         |
| Selejtező (1. kör) | 0           | –           | 2         | –         |

## Pénzdíjazás
A torna összedíjazása 40 millió ausztrál dollár volt. Az alábbiakban szintén ausztrál dollárban olvashatóak az összegek, párosnál feleződött az egy főre jutó díjazás.
| Eredmény           | Egyes*      | Páros**                   | Vegyes páros**            |
| Győzelem           | 3 100 000 $ | 575 000 $                 | 142 500 $                 |
| Döntő              | 1 550 000 $ | 285 000 $                 | 71 500 $                  |
| Elődöntő           | 650 000 $   | 142 500 $                 | 35 600 $                  |
| Negyeddöntő        | 340 000 $   | 71 000 $                  | 16 300 $                  |
| 16 között          | 175 000 $   | 39 000 $                  | 8200 $                    |
| 32 között          | 97 500 $    | 23 000 $                  | 4000 $                    |
| 64 között          | 60 000 $    | 14 800 $                  | –                         |
| 128 között         | 34 500 $    | –                         | –                         |
| Selejtező (döntő)  | 16 000 $    | *Nemenként **Csapatonként | *Nemenként **Csapatonként |
| Selejtező (2. kör) | 8000 $      | *Nemenként **Csapatonként | *Nemenként **Csapatonként |
| Selejtező (1. kör) | 4000 $      | *Nemenként **Csapatonként | *Nemenként **Csapatonként |

## Döntők

### Férfi egyes
- Novak Đoković győzött  Andy Murray ellen 7–6(5), 6–7(4), 6–3, 6–0 arányban.

A két versenyző harmadszor találkozott a döntőben. 2011-ben és 2013-ban is Đoković nyert, aki ezúttal ötödször nyerte meg az Australian Open férfi egyes számát. Ez volt a nyolcadik Grand Slam győzelme. Murray ezúttal negyedszer szenvedett vereséget ennek a tornának a döntőjében, ebből háromszor Đokovićtól. egyszer Roger Federertől kapott ki.

### Női egyes
- Serena Williams győzött  Marija Sarapova ellen 6–3, 7–6(5) arányban.

A két versenyző másodszor találkozott a döntőben. Először 2007-ben, akkor is Serena Williams győzött, aki ezzel hatodik Australian Open, egyben tizenkilencedik Grand Slam győzelmét érte el. Sarapova harmadszor szenvedett vereséget az Australian Open döntőjében, a 2007-es mellett 2012-ben Viktorija Azaranka győzte le. Egy alkalommal (2008-ban) megnyerte a tornát.

### Férfi páros
- Simone Bolelli /  Fabio Fognini győzött  Pierre-Hugues Herbert /  Nicolas Mahut ellen 6–4, 6–4 arányban.

Ez volt Bolelli és Fognini első Grand Slam győzelme karrierjük során.

### Női páros
- Bethanie Mattek-Sands /  Lucie Šafářová győzött  Csan Jung-zsan /  Cseng Csie ellen 6–4, 7–6(5) arányban.

Ez volt Mattek-Sands és Šafářová első Grand Slam győzelme karrierjük során. Döntőbeli ellenfeleik közül Cseng Csie 2006-ban már megszerezte egyszer a győzelmet Jen Ce párjaként.

### Vegyes páros
- Martina Hingis /  Lijendar Pedzs győzött  Kristina Mladenovic /  Daniel Nestor ellen 6–4, 6–3 arányban.

Hingis egy alkalommal, 2006-ban már nyert vegyes párosban az Australian Openen, akkor Mahes Bhúpati párjaként. Mostani partnere Pedzs két alkalommal szerezte meg a trófeát, először 2003-ban Martina Navratilova, és 2010-ben Cara Black párjaként. Döntőbeli ellenfelük volt a cím védője, és Nestor ezen kívül még két alkalommal győzött az Australian Openen, 2007-ben Jelena Lihovceva, 2011-ben Katarina Srebotnik partnereként. Ez volt Hingis hatodik és Pedzs hetedik vegyes páros Grand Slam-tornagyőzelme karrierje során.

### Juniorok

#### Fiú egyéni
- Roman Szafiullin –  Hong Seong-chan, 7–5, 7–6(2)

#### Lány egyéni
- Tereza Mihalíková –  Katie Swan, 6–1, 6–4

#### Fiú páros
- Jake Delaney /  Marc Polmans –  Hubert Hurkacz /  Alex Molčan, 0–6, 6–2, [10–8]

#### Lány páros
- Miriam Kolodziejová /  Markéta Vondroušová –  Katharina Hobgarski /  Greet Minnen, 7–5, 6–4